# Tropická bouře Gabrielle (2007)
Tropická bouře Gabrielle byla sedmá v pořadí atlantické hurikánové sezóny 2007, Gabrielle vznikla jako subtropický cyklon dne 8. září 2007 asi 625 km (385 mil) jihovýchodně od Cape Lookout, v Severní Karolíně. 9. září, kdy už projevovala známky tropické bouře se Gabrielle dostala na pobřeží Severní Karolíny, obrátila se na severovýchod, rychle oslabovala a definitivně rozplynula 11. září. Bouře shodila na zem velké množství srážek. Celkové škody na majetku byly minimální a nebyly hlášeny žádné oběti.